# 대한민국 민사소송법 제54조
대한민국 민사소송법 제54조는 선정당사자 일부의 자격상실에 대한 민사소송법 조문이다.

## 조문
제54조(선정당사자 일부의 자격상실) 제53조의 규정에 따라 선정된 여러 당사자 가운데 죽거나 그 자격을 잃은 사람이 있는 경우에는 다른 당사자가 모두를 위하여 소송행위를 한다.

## 참고 문헌
- 조상희, 『법학전문대학원 민사소송법 기본강의』. 한국학술정보(주), 2009. ISBN 978895323077
- 이동률, 민사소송의 당사자론, 삼우사, 2007. ISBN 9788991083189

## 같이 보기
- 선정당사자